# Association de la Jeunesse Auxerroise 1984-1985
Questa voce raccoglie le informazioni riguardanti l'Association de la Jeunesse Auxerroise nelle competizioni ufficiali della stagione 1984-1985.

## Stagione
Durante il campionato l'Auxerre occupò costantemente la terza posizione, lottando nell'ultima parte contro le altre concorrenti per un posto in Coppa UEFA; l'AJA confermò la qualificazione europea con una gara di anticipo, assieme alle avversarie.
Estromessi al primo turno di Coppa di Francia per via di una sconfitta ai rigori contro i detentori del Metz, gli uomini di Guy Roux fecero il loro esordio sul palcoscenico europeo contro lo Sporting Lisbona, venendo sconfitti in trasferta per 2-0. Al ritorno una doppietta di Szarmach portò l'incontro ai tempi supplementari, dove i portoghesi segnarono due reti che valsero loro il passaggio del turno.

## Maglie e sponsor
Lo sponsor tecnico per la stagione 1984-1985 è Duarig mentre lo sponsor ufficiale è Crédit Agricole.
| Manica sinistra · Manica sinistra · Maglietta · Maglietta · Manica destra · Manica destra · Pantaloncini · Calzettoni |

## Rosa
| N. |                    | Ruolo | Calciatore          |
| -- | ------------------ | ----- | ------------------- |
|    | Francia (bandiera) | P     | Joël Bats           |
|    | Francia (bandiera) | P     | Didier Loiseau      |
|    | Francia (bandiera) | D     | Claude Barret       |
|    | Francia (bandiera) | D     | Basile Boli         |
|    | Francia (bandiera) | D     | Jean-Luc Charles    |
|    | Francia (bandiera) | D     | Axel Gendrau        |
|    | Polonia (bandiera) | D     | Paweł Janas         |
|    | Francia (bandiera) | D     | Stephano Mazzolini  |
|    | Francia (bandiera) | D     | Christophe Messager |
|    | Francia (bandiera) | D     | William Prunier     |
|    | Francia (bandiera) | C     | Dominique Cuperly   |
|    | Francia (bandiera) | C     | Didier Danio        |
|    | Francia (bandiera) | C     | Daniel Dutuel       |

| N. |                    | Ruolo | Calciatore        |
| -- | ------------------ | ----- | ----------------- |
|    | Francia (bandiera) | C     | Bernard Ferrer    |
|    | Francia (bandiera) | C     | Jean-Marc Ferreri |
|    | Francia (bandiera) | C     | Alain Fiard       |
|    | Francia (bandiera) | C     | Patrick Monier    |
|    | Francia (bandiera) | C     | Jacques Perdrieau |
|    | Francia (bandiera) | C     | Éric Villa        |
|    | Francia (bandiera) | A     | Roger Boli        |
|    | Francia (bandiera) | A     | Éric Cantona      |
|    | Francia (bandiera) | A     | Patrice Garande   |
|    | Francia (bandiera) | A     | Éric Géraldès     |
|    | Francia (bandiera) | A     | Antonio Gomez     |
|    | Polonia (bandiera) | A     | Andrzej Szarmach  |
|    | Francia (bandiera) | A     | Pascal Vahirua    |

## Risultati

### Division 1

#### Girone di andata
| 1ª giornata | Auxerre | 2 – 0 | Strasburgo |  |

| 2ª giornata | Laval | 2 – 1 | Auxerre |  |

| 3ª giornata | Auxerre | 2 – 0 | Monaco |  |

| 4ª giornata | Tolosa | 1 – 3 | Auxerre |  |

| 5ª giornata | Auxerre | 1 – 0 | Nancy |  |

| 6ª giornata | Lilla | 1 – 1 | Auxerre |  |

| 7ª giornata | Auxerre | 1 – 1 | Tolone |  |

| 8ª giornata | Nantes | 2 – 1 | Auxerre |  |

| 9ª giornata | Auxerre | 3 – 1 | Brest |  |

| 10ª giornata | Paris Saint-Germain | 0 – 0 | Auxerre |  |

| 11ª giornata | Auxerre | 1 – 1 | Bordeaux |  |

| 12ª giornata | Bastia | 2 – 2 | Auxerre |  |

| 13ª giornata | Auxerre | 1 – 0 | Tours |  |

| 14ª giornata | Auxerre | 4 – 2 | Olympique Marsiglia |  |

| 15ª giornata | Metz | 2 – 1 | Auxerre |  |

| 16ª giornata | Auxerre | 0 – 0 | Lens |  |

| 17ª giornata | Sochaux | 2 – 1 | Auxerre |  |

| 18ª giornata | Auxerre | 2 – 0 | Rouen |  |

| 19ª giornata | RC France | 1 – 3 | Auxerre |  |

#### Girone di ritorno
| 20ª giornata | Auxerre | 2 – 1 | Laval |  |

| 21ª giornata | Monaco | 0 – 0 | Auxerre |  |

| 22ª giornata | Auxerre | 2 – 0 | Tolosa |  |

| 23ª giornata | Nancy | 1 – 1 | Auxerre |  |

| 24ª giornata | Auxerre | 3 – 0 | Lilla |  |

| 25ª giornata | Tolone | 2 – 0 | Auxerre |  |

| 26ª giornata | Auxerre | 1 – 0 | Nantes |  |

| 27ª giornata | Brest | 2 – 0 | Bastia |  |

| 28ª giornata | Auxerre | 2 – 1 | Paris Saint-Germain |  |

| 29ª giornata | Auxerre | 1 – 6 | Bordeaux |  |

| 30ª giornata | Auxerre | 3 – 1 | Bastia |  |

| 31ª giornata | Tours | 3 – 1 | Auxerre |  |

| 32ª giornata | Olympique Marsiglia | 1 – 1 | Auxerre |  |

| 33ª giornata | Auxerre | 2 – 0 | Metz |  |

| 34ª giornata | Lens | 1 – 0 | Auxerre |  |

| 35ª giornata | Auxerre | 0 – 0 | Sochaux |  |

| 36ª giornata | Rouen | 1 – 2 | Auxerre |  |

| 37ª giornata | Auxerre | 1 – 0 | RC France |  |

| 38ª giornata | Strasburgo | 1 – 1 | Auxerre |  |

### Coppa di Francia
| Trentaduesimi di finale                      | Metz                 | 2 – 2 (d.t.s.) | Auxerre |  |
| \| \| \| \| \| \| Tiri di rigore 4 – 3 \| \| |                      |                |         |  |
|                                              |                      |                |         |  |
|                                              | Tiri di rigore 4 – 3 |                |         |  |

### Coppa UEFA
| Arbitro: | Losert |

|                                  |           |  |
| Manuel Fernandes 51’ Pacheco 80’ | Marcatori |  |

| Arbitro: | Valentine |

|                   |           |                       |
| Szarmach 16’, 84’ | Marcatori | 93’ Oceano 119’ Litos |